# Chiesa di San Pietro Apostolo (Giarole)
La chiesa di San Pietro Apostolo è la parrocchiale di Giarole, in provincia di Alessandria e diocesi di Casale Monferrato; fa parte dell'unità pastorale Madonna dell'Argine – San Giovanni Bosco.

## Storia
La prima citazione di una chiesa a Giarole risale al 1299, mentre nel XIV secolo si trova menzionata l'ecclesia sancti Petri de Glaroliis; in quel periodo risultava essere filiale della pieve di Mediliano.

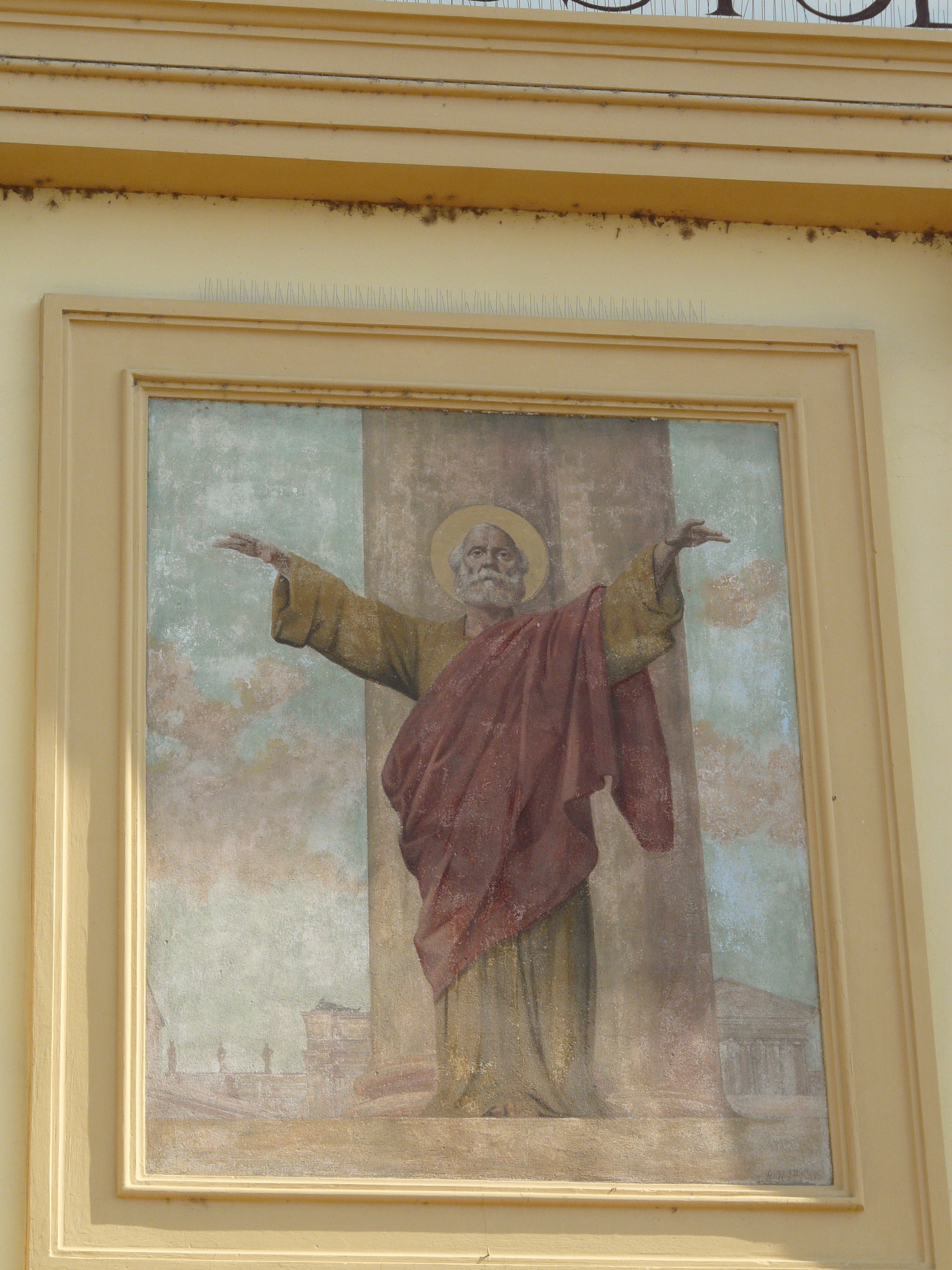
Particolare della facciata

Nel 1836 la settecentesca cappella di San Sebastiano nel centro del paese fu demolita per far posto alla nuova parrocchiale, disegnata forse da Tommaso Audisio e completata nel 1840; il 17 ottobre di quell'anno il vescovo Francesco Icheri di Malabaila impartì la consacrazione.
Nel 1846 venne installato nel campanile un nuovo castello per le campane.
Nel 1939 fu rifatto il pavimento e verso il 1967 la chiesa subì un intervento di restauro.

## Descrizione

### Facciata
La facciata della chiesa, che volge a mezzogiorno, è a salienti. La parte centrale, più alta delle ali laterali, è tripartita da quattro lesene dotate di capitelli d'ordine corinzio, sopra le quali vi sono la trabeazione e il timpano triangolare; sopra il portale si trova un affresco avente come soggetto San Pietro, eseguito forse da Paolo Maggi.

### Interno

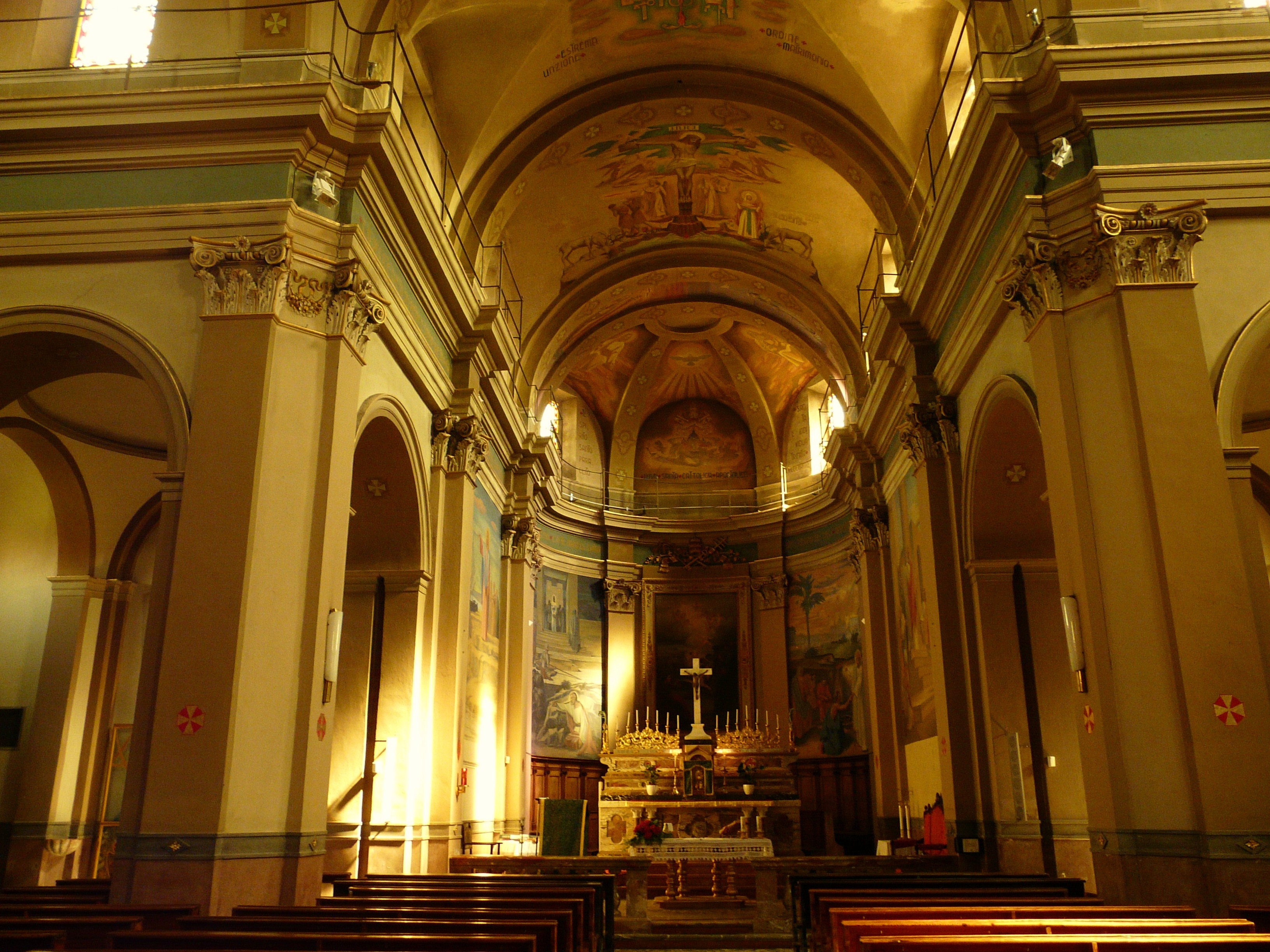
L'interno

L'interno dell'edificio, la cui pianta è a croce greca con cupola centrale, è suddiviso in tre navate.
Opere di pregio qui conservate sono le raffigurazioni della Gloria di San Pietro e dei Dottori della Chiesa, situate rispettivamente nella cupola e nei pennacchi, l'ottocentesca pala con soggetto la Crocifissione di San Pietro, i dipinti delle storie della vita di San Pietro, eseguiti nel 1959 da Giulio Cesare Mussi, le tele ritraenti la Consegna delle chiavi a San Pietro, realizzata nel 1622 da Giorgio Alberini e da Pietro Paolo Boffa, l'Annunciazione, in stile moncalvesco, e il Battesimo di San Giovanni Battista, eseguita nel 1967 da Giulio Cesare Mussi, la Via Crucis del 1916 e le statue della Beata Vergine Regina, del Sacro Cuore, di Santa Maria Ausiliatrice e della Vergine Addolorata.